# Xã Clay, Quận Bradley, Arkansas
Xã Clay (tiếng Anh: Clay Township) là một xã thuộc quận Bradley, tiểu bang Arkansas, Hoa Kỳ. Năm 2010, dân số của xã này là 568 người.